# Östra Malmvattensjön
Östra Malmvattensjön är en sjö i Sollefteå kommun i Ångermanland och ingår i Ångermanälvens huvudavrinningsområde. Sjön har en area på 0,15 kvadratkilometer och ligger 289 meter över havet.

## Delavrinningsområde
Östra Malmvattensjön ingår i det delavrinningsområde (698391-156246) som SMHI kallar för Mynnar i Malmån. Medelhöjden är 337 meter över havet och ytan är 14,98 kvadratkilometer. Det finns inga avrinningsområden uppströms utan avrinningsområdet är högsta punkten. Långsjöån som avvattnar avrinningsområdet har biflödesordning 5, vilket innebär att vattnet flödar genom totalt 5 vattendrag innan det når havet efter 102 kilometer. Avrinningsområdet består mestadels av skog (77 procent) och sankmarker (15 procent). Avrinningsområdet har 0,28 kvadratkilometer vattenytor vilket ger det en sjöprocent på 1,9 procent.